# Thomas Thiemeyer

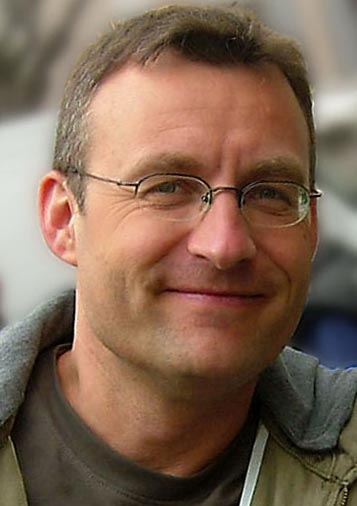
Thomas Thiemeyer (2007)

Thomas Thiemeyer (* 22. März 1963 in Köln) ist ein deutscher Illustrator und Schriftsteller. Im Zeitraum von 2018 bis 2021 schrieb er unter dem Pseudonym Vitu Falconi eine Kriminalroman-Trilogie.

## Biografie
Thomas Thiemeyer studierte Geographie und Geologie in Köln. 1989 wurde sein erstes Jugendbuch für den Ravensburger Buchverlag veröffentlicht, für den Thomas Thiemeyer auch als graphischer Berater arbeitete. Danach machte er sich selbständig. Als freier Künstler illustriert er Spiele, Jugendbücher, Buchumschläge und vieles mehr. Aufgrund seiner Sachkenntnis als Illustrator wurde er 1998 von einem Verlag in Tansania sowie dem dortigen Goethe-Institut eingeladen, ein Jugendbuch über die Dinosaurier von Tendaguru zu illustrieren. Neben Informationen für junge Leser in Tansania behandelt es die Geschichte der spektakulärsten Funde von Fossilien im damaligen Deutsch-Ostafrika.
Unter anderem arbeitete Thiemeyer bisher für Heyne, Arena, Fantasy Productions, Beltz & Gelberg, Harper Collins, Random House und Wizards of the Coast. In jüngerer Zeit arbeitete er mit dem amerikanischen Regisseur Darren Aronofsky zusammen. Das Bayerische Fernsehen widmete seinen Malereien einen 20-minütigen Beitrag bei Space Art. Seine Arbeiten wurden mehrfach mit dem Kurd-Laßwitz-Preis und dem Deutschen Phantastik Preis ausgezeichnet.
Seit 2004 wendete er sich mehr und mehr dem Schreiben zu. Sein Debütroman „Medusa“ erschien bei Droemer Knaur. Viele seiner Romane wurden zu Bestsellern und in etliche Sprachen übersetzt: Englisch, Italienisch, Spanisch, Niederländisch, Tschechisch, Polnisch, Russisch, Koreanisch, Slowenisch, Türkisch, Portugiesisch, Chinesisch und Ukrainisch.
Seine Geschichten stehen in der Tradition klassischer Abenteuerromane und handeln des Öfteren von der Entdeckung versunkener Kulturen und der Bedrohung durch mysteriöse Mächte. Für den Start einer auf Korsika spielenden Krimiserie mit Eric Marchand als Hauptfigur hat er sich 2018 das Pseudonym „Vitu Falconi“ zugelegt.
Er lebt in Vaihingen an der Enz.

## Werke

### Als Illustrator
- Das große Buch der Saurier. Peter Klepsch, Ravensburger Buchverlag 1993, ISBN 3-473-35600-X.
- Die Entdecker. Hermann Schreiber, Ravensburger Buchverlag 1994, ISBN 3-473-35585-2.
- Ein Saurier in der Verwandtschaft. Uwe-Michael-Gutzschhahn, Ravensburger Buchverlag 1994, ISBN 3-473-34296-3.
- Das große Buch von Himmel und Erde. Norbert Golluch, Burckhard Mönter, Ravensburger Buchverlag 1994, ISBN 3-473-35487-2.
- Damals in der Ritterzeit. Patricia Theisen, Ravensburger Buchverlag 1994, ISBN 3-473-33442-1.
- Das große Buch der Steinzeit. Patricia Theisen, Ravensburger Buchverlag 1995, ISBN 3-473-35475-9.
- Sonne, Mond und Sterne. Norbert Golluch, Ravensburger Buchverlag 1996, ISBN 3-473-35810-X.
- Im Land der Prärieindianer. Patricia Theisen, Ravensburger Buchverlag 1997, ISBN 3-473-35638-7.
- Geheimnisvolle Natur. Patricia Theisen, Ravensburger Buchverlag 1997, ISBN 3-473-35675-1.
- Der hinter Bäume sieht. Michael Dorris, Ravensburger Buchverlag 1998.
- Galaktische Kreuzworträtsel. Bruni Fetscher, Ravensburger Buchverlag 2001, ISBN 3-473-37752-X.
- Magische Labyrinthe – Reisen durch Raum und Zeit. Bertrun Jeitner-Hartmann, Ars Edition 2001, ISBN 3-7607-1835-3.
- Magische Labyrinthe – Zwischen Tag und Traum. Bertrun Jeitner-Hartmann, Ars Edition 2001, ISBN 3-7607-1873-6.
- Im Wald der Geister. Shannon Gilligan, Ravensburger Buchverlag 2002, ISBN 3-473-34814-7.
- Spuk in der Halloween-Nacht. Susan Saunders, Ravensburger Buchverlag 2002, ISBN 3-473-34815-5.
- Abenteuer auf dem Mars. Thomas Thiemeyer, Ravensburger Buchverlag 2003, ISBN 3-473-34817-1.
- Dino-Alarm!!! Miriam Margraf, Ravensburger Buchverlag 2004, ISBN 3-473-34818-X.
- Dinny wo bist du? Ursel Scheffler, Ravensburger Buchverlag 2007, ISBN 978-3-473-33308-0.

### Als Autor
- Abenteuer auf dem Mars, Ravensburger Buchverlag 2003, ISBN 3-473-34817-1.

Das verbotene Eden
- Das verbotene Eden: David und Juna, Pan Verlag, München 2011, ISBN 978-3-426-28360-8.
- Das verbotene Eden: Logan und Gwen, Knaur Verlag, München 2012, ISBN 978-3-426-65325-8.
- Das verbotene Eden: Magda und Ben, Knaur Verlag, München 2013, ISBN 978-3-426-65328-9.

Die Chroniken der Weltensucher
- Die Stadt der Regenfresser, Loewe Verlag, Bindlach 2009, ISBN 978-3-7855-6574-2.
- Der Palast des Poseidon, Loewe Verlag, Bindlach 2010, ISBN 978-3-7855-6576-6.
- Der gläserne Fluch, Loewe Verlag, Bindlach 2011, ISBN 978-3-7855-6577-3.
- Der Atem des Teufels, Loewe Verlag, Bindlach 2012, ISBN 978-3-7855-7049-4.
- Das Gesetz des Chronos, Loewe Verlag, Bindlach 2013, ISBN 978-3-7855-7050-0.
- Die Frau aus den Wolken, Loewe Verlag, Bindlach 2013, Kurzgeschichte zu den Chroniken der Weltensucher, nur als E-Book erhältlich.

Evolution
- Die Stadt der Überlebenden, Arena Verlag, Würzburg 2016, ISBN 978-3-401-60167-0.
- Der Turm der Gefangenen, Arena Verlag, Würzburg 2017, ISBN 978-3-401-60168-7.
- Die Quelle des Lebens, Arena Verlag, Würzburg 2017, ISBN 978-3-401-60169-4.

World Runner
- Die Jäger, Arena Verlag, Würzburg 2020, ISBN 978-3-401-60506-7.
- Die Gejagten, Arena Verlag, Würzburg 2020, ISBN 978-3-401-60507-4.

Zefira
- Es hätte sie nie geben dürfen, Würzburg 2024, ISBN 978-3-401-60447-3
- Die Rückkehr des Omni, Selfpublishing 2024

Einzelne Jugendbücher
- Countdown - Der letzte Widerstand, Arena Verlag, Würzburg 2022, ISBN 978-3-401-60446-6

Weitere Romane
- Reptilia, Knaur Verlag, München 2005, ISBN 3-426-63458-9.
- Magma, Knaur Verlag, München 2007, ISBN 978-3-426-66213-7.
- Korona, Knaur Verlag, München 2010, ISBN 978-3-426-66291-5.
- Devil's River, Knaur Verlag, München 2015, ISBN 978-3-426-51715-4.

Hannah-Peters-Reihe
- Medusa, Knaur Verlag, München 2004, ISBN 3-426-66152-7.
- Nebra, Knaur Verlag, München 2009, ISBN 978-3-426-66290-8.
- Valhalla, Knaur Verlag, München 2014, ISBN 978-3-426-65265-7.
- Babylon, Knaur Verlag, München 2016, ISBN 978-3-426-65363-0.
- Wicca – Tödlicher Kult, Knaur Verlag, München 2019, ISBN 978-3-426-65364-7.

### Krimis als Vitu Falconi
Eric-Marchand-Reihe
- Das korsische Begräbnis, Knaur Verlag, München 2018, ISBN 978-3-426-52170-0.
- Korsische Gezeiten, Knaur Verlag, München 2019, ISBN 978-3-426-52172-4.
- Korsische Vendetta, Knaur Verlag, München 2020, ISBN 978-3-426-52579-1.

## Auszeichnungen
- 1989 Auswahlliste zum Deutschen Jugendbuchpreis. "Das große Buch der Saurier", Ravensburger Buchverlag
- 1998 Kurd-Laßwitz-Preis in der Kategorie beste Umschlagillustrationfür Auf zwei Planeten von Kurd Laßwitz, Heyne Verlag
- 2002 Kurd-Laßwitz-Preis in der Kategorie beste Umschlagillustration für Quest von Andreas Eschbach, Heyne Verlag
- 2003 Kurd-Laßwitz-Preis in der Kategorie beste Umschlagillustration für Jupiter von Ben Bova, Heyne Verlag
- 2004 Kurd-Laßwitz-Preis in der Kategorie beste Umschlagillustration für Asteroidenkrieg von Ben Bova, Heyne Verlag
- 2006 Kurd-Laßwitz-Preis in der Kategorie beste Umschlagillustration für Die Legende von Eden, herausgegeben von Helmuth W. Mommers, Shayol Verlag
- 2006 Deutscher Phantastik Preis in der Kategorie bester Grafiker/Illustrator
- 2009 Die 50 besten Kinderbücher 2009 (Familie & Co.) für Die Stadt der Regenfresser, Loewe Verlag
- 2009 Die besten Hörbücher(Saarländischer Rundfunk & Radio Bremen) für Die Stadt der Regenfresser, Loewe Verlag
- 2011 Deutscher Phantastik Preis in der Kategorie bester Grafiker/Illustrator
- 2011 Ohrkanus-Hörbuch- und Hörspielpreis in der Kategorie beste Lesung Kinder/Jugendbuch für Der Palast des Poseidon, Loewe Verlag
- 2012 Leipziger Lesekompass der Stiftung Lesen in der Kategorie Kinder/Jugendbuch 10-14 Jahre für Das verbotene Eden – David und Juna, Pan Verlag
- 2017 Leipziger Lesekompass der Stiftung Lesen in der Kategorie Kinder/Jugendbuch 10-14 Jahre für Evolution – Die Stadt der Überlebenden, Arena Verlag
- 2021 Goldene Leslie, Jugendliteraturpreis des Landes Rheinland-Pfalz für WorldRunner. Die Jäger, Arena Verlag
- 2021 Ulmer Unke, Jugendliteraturpreis der Stadt Ulm für WorldRunner. Die Jäger, Arena Verlag